# Moisés Beristáin
Moisés Beristáin Gutiérrez es un deportista mexicano que compitió en atletismo adaptado. Ganó tres medallas en los Juegos Paralímpicos de Sídney 2000.

## Palmarés internacional
| Juegos Paralímpicos | Juegos Paralímpicos | Juegos Paralímpicos | Juegos Paralímpicos |
| Año                 | Lugar               | Medalla             | Prueba              |
| ------------------- | ------------------- | ------------------- | ------------------- |
| 2000                | Sídney (Australia)  | Medalla de oro      | 10 000 m T12        |
| 2000                | Sídney (Australia)  | Medalla de plata    | 5000 m T12          |
| 2000                | Sídney (Australia)  | Medalla de bronce   | Marathon T12        |